# Czurapcza
Czurapcza (ros. Чурапча) – wieś w Rosji, w Jakucji, ośrodek administracyjny ułusu czurapczińskiego. W 2010 liczyła 8769 mieszkańców.